# Улица Титова (Новосибирск)

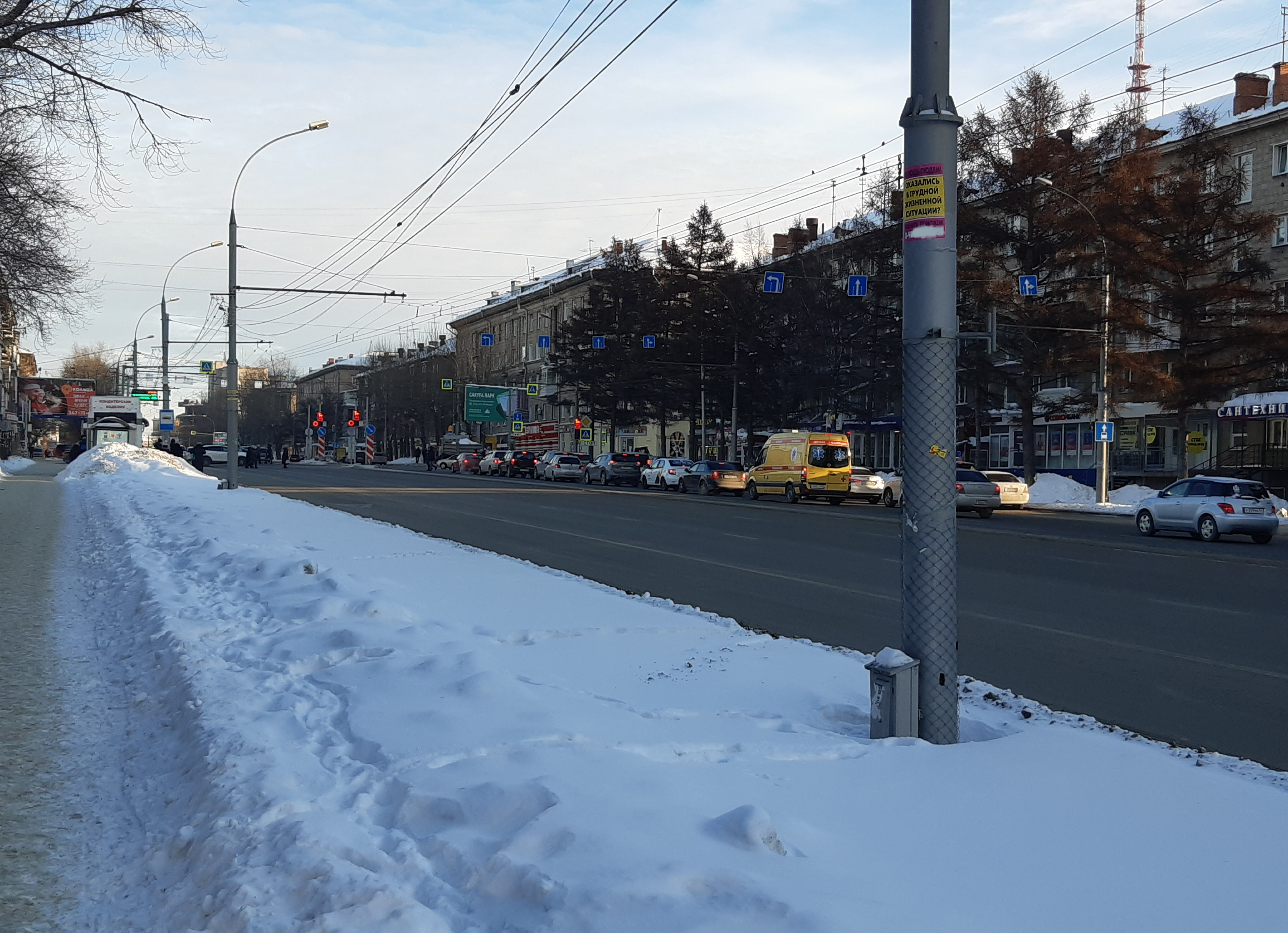
Улица зимой

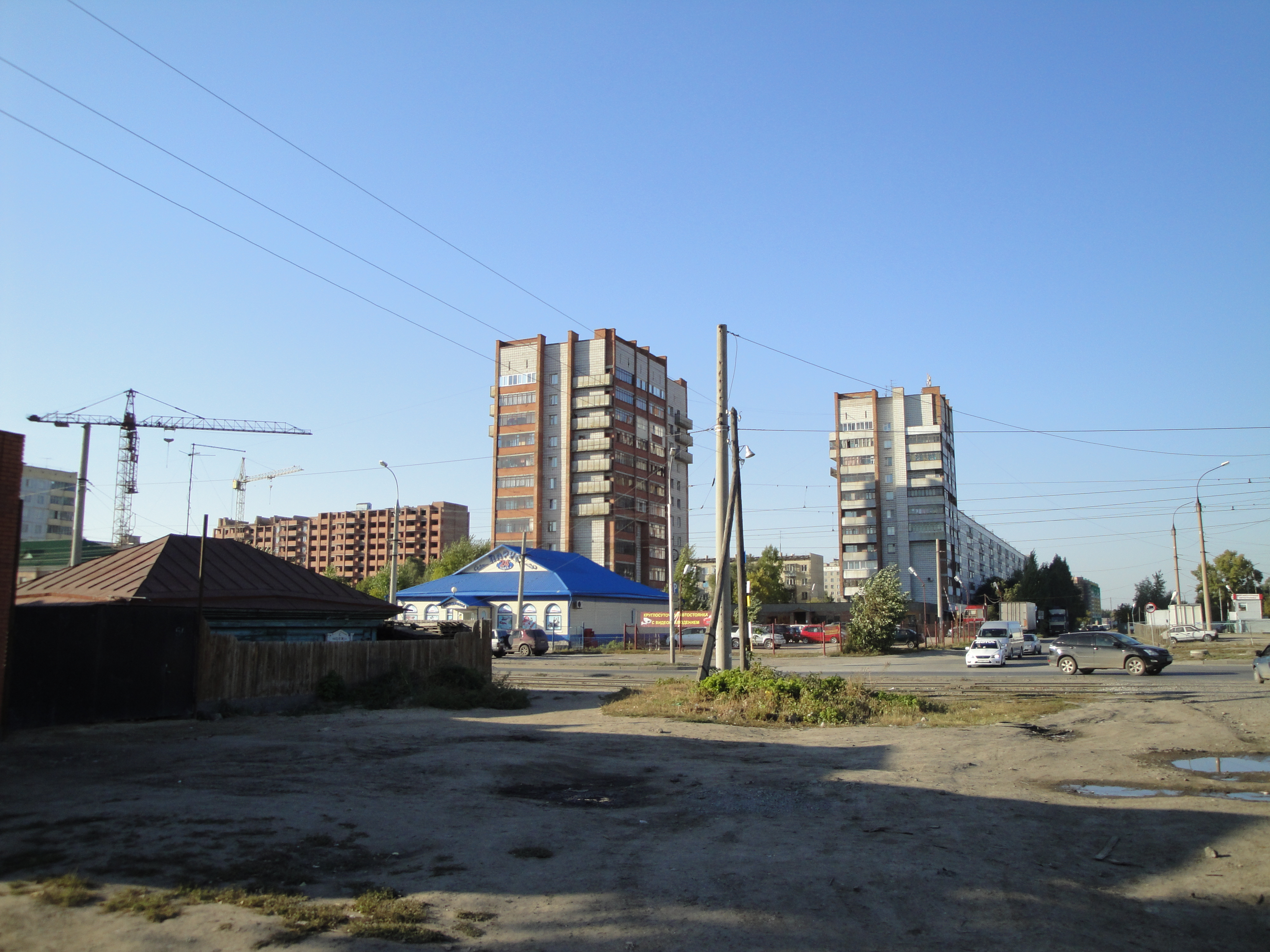
Пересечение Титова и Связистов, начало Западного жилмассива

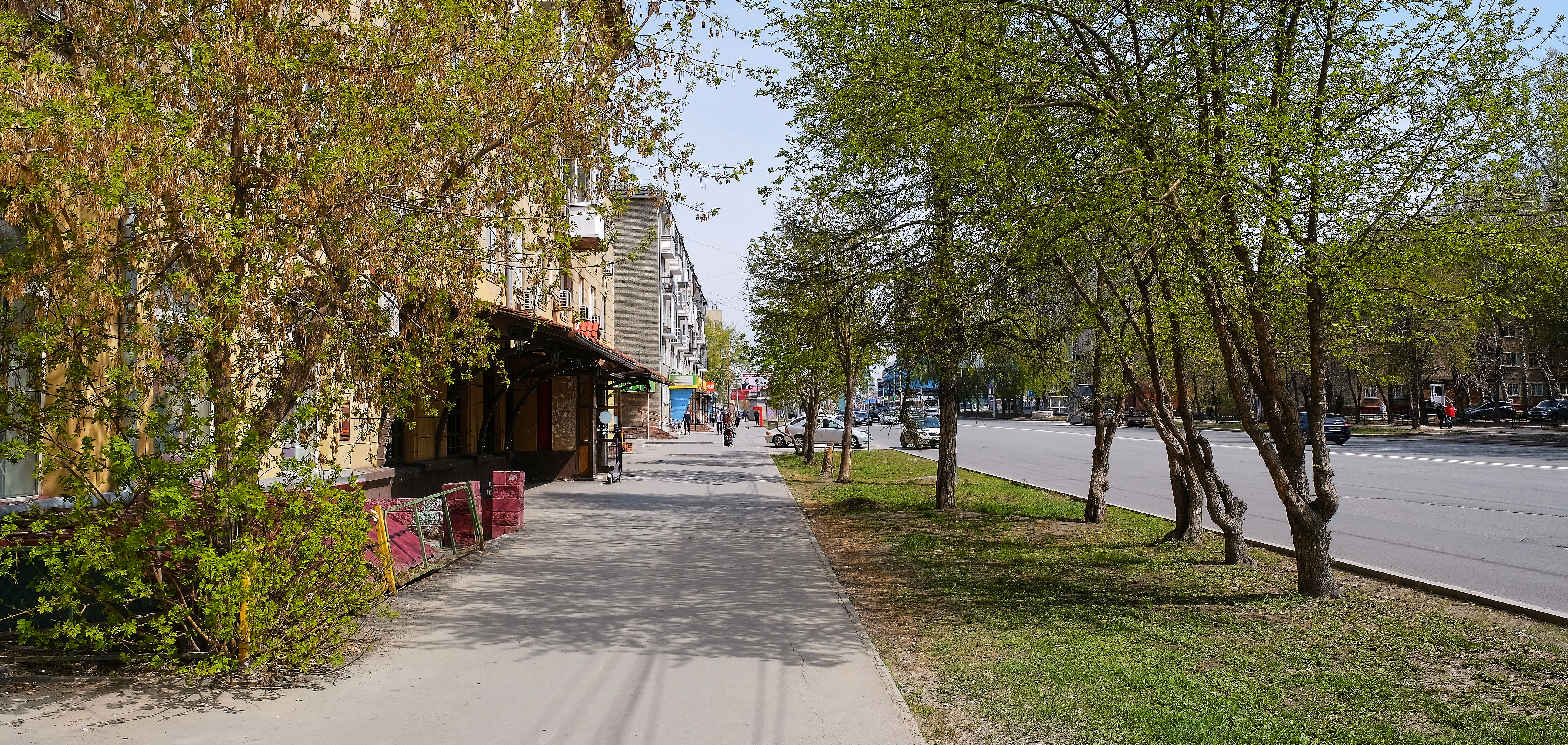
Улица в 2025 году

Улица Тито́ва (бывш. Трамвайная) — одна из главных магистралей левобережья города Новосибирска. Расположена в Ленинском районе. Пересекает район с востока на запад, от площади Карла Маркса до микрорайона Чистая Слобода.

## Название
Улица была запроектирована ещё в генеральных планах 1930-х годов, под именем Трамвайной. Своё современное название улица получила в честь космонавта Германа Степановича Титова.

## Организации, расположенные на улице Титова

### Федеральные и государственные управления и органы власти
- Новосибирский районный суд.
- Отдел судебных приставов по Ленинскому району.

### Образовательные учреждения
- Детские сады:№ 81, № 242 «Ёлочка»
- Средние образовательные учреждения: школа № 48, № 67, № 175, № 215
- Новосибирский медицинский колледж.
- Новосибирский промышленно-энергетический колледж

### Медицинские учреждения
- Городская клиническая больница № 34.

## Архитектура
Большинство зданий вдоль улицы Титова застроено зданиями 1960-х годов постройки, за исключением нескольких участков:
- Площадь Станиславского представлена зданиями т. н. «сталинской архитектуры».
- Участок «улица Троллейная — улица Связистов» представляет собой, по большей части, индивидуальные частные дома.
- За улицей Связистов начинается Западный жилмассив.

### Перспективы
Согласно проекту развития данной территории, в дальнейшем находящиеся вдоль улицы частные дома должны снести и заменить на высотные жилые дома и бизнес-центры. На улице помимо этого запланированы и «общественно-деловые комплексы, и система пешеходных связей и бульваров в направлении основных транспортных узлов и объектов массового посещения».

## Транспорт

### Наземный общественный транспорт
Таблица: маршруты общественного транспорта (данные на 10 апреля 2025 года, карта 2ГИС)
| Автобусы | Автобусы | Автобусы                    | Автобусы                  |
| Маршрут  | Следует к станциям метро | Конечный пункт 1            | Конечный пункт 2          |
| -------- | --- | --------------------------- | ------------------------- |
| № 12     | «Площадь Маркса» | Ул. Дюканова                | Метро Площадь Маркса      |
| № 14     | «Площадь Маркса», «Площадь Гарина-Михайловского», «Заельцовская»                                                             | Посёлок Северный            | Полевая (Затулинский Ж/М) |
| № 16     | «Площадь Маркса», «Студенческая»                                                                                             | Затон                       | Центральный корпус        |
| № 28     | «Площадь Маркса», «Студенческая», «Речной вокзал», «Площадь Ленина», «Красный проспект», «Гагаринская», «Заельцовская»       | Пригородный простор         | ЖК «Северная корона»      |
| № 29     | «Площадь Маркса» | Юго-Западный жилмассив      | ЖК «Акварельный»          |
| № 39     | «Площадь Маркса», «Студенческая», «Речной вокзал», «Золотая Нива», «Берёзовая роща»                                          | Микрорайон «Чистая Слобода» | Ул. Тюленина              |
| № 43     | «Площадь Маркса» | Микрорайон «Чистая Слобода» | Белые росы                |
| № 55     | «Площадь Маркса» | Ул. Спортивная              | Криводановский карьер     |
| № 57     | «Площадь Маркса» | Микрорайон «Чистая Слобода» | Ул. Александра Чистякова  |
| № 60     | «Площадь Маркса» | Ул. Дюканова                | Полевая (Затулинский Ж/М) |
| № 94     | «Площадь Маркса» | ЖК «Радуга Сибири»          | Метро Площадь Маркса      |
| № 96     | «Площадь Маркса», «Площадь Гарина-Михайловского», «Красный проспект», «Маршала Покрышкина», «Берёзовая роща», «Золотая Нива» | Цветущая Плющиха            | Ул. Саввы Кожевникова     |

- Пригородные автобусы: 101, 102, 103, 112, 114, 120, 122, 216, 217, 220, 233.

| Маршрутные такси | Маршрутные такси         | Маршрутные такси            | Маршрутные такси         |
| Маршрут          | Следует к станциям метро | Конечный пункт 1            | Конечный пункт 2         |
| ---------------- | ------------------------ | --------------------------- | ------------------------ |
| № 18             | «Площадь Маркса»         | Микрорайон «Чистая Слобода» | Ул. Водозабор            |
| № 29 (№ 29А)     | «Площадь Маркса»         | Ул. Александра Чистякова    | Ул. Александра Чистякова |

- Пригородные маршрутные такси: 320, 323, 326

| Трамваи | Трамваи                          | Трамваи                     | Трамваи                           |
| Маршрут | Следует к станциям метро         | Конечный пункт 1            | Конечный пункт 2                  |
| ------- | -------------------------------- | --------------------------- | --------------------------------- |
| № 2     | «Площадь Маркса»                 | Микрорайон «Чистая Слобода» | Метро Площадь Маркса              |
| № 8     | «Площадь Маркса», «Студенческая» | Микрорайон «Чистая Слобода» | Ул. Титова (Метро Площадь Маркса) |

| Троллейбусы | Троллейбусы                                                       | Троллейбусы             | Троллейбусы                    |
| Маршрут     | Следует к станциям метро                                          | Конечный пункт 1        | Конечный пункт 2               |
| ----------- | ----------------------------------------------------------------- | ----------------------- | ------------------------------ |
| № 4         | «Площадь Маркса»                                                  | Затулинский жилмассив   | С/х Левобережный               |
| № 7         | «Золотая Нива», «Речной вокзал», «Студенческая», «Площадь Маркса» | Станиславский жилмассив | Автовокзал Новосибирск-Главный |
| № 35        | «Площадь Маркса»                                                  | Метро Площадь Маркса    | Криводановский карьер          |

### Остановки
Остановки общественного транспорта, расположенные по улице Титова:
- А, Тб, Мт: «Телецентр», «Площадь Станиславского», «ул. Петропавловская», «Клуб им. Чехова», «ул. Пермская», «Широкий переулок», «ул. Пилотов», «ул. Танкистов», «ул. Бийская», «Микрорайон Чистая Слобода».
- Тр: «ул. Пермская», «Широкий переулок», «ул. Пилотов», «ул. Танкистов», «ул. Бийская», «Посёлок Южный», «ул. Облачная», «Микрорайон Чистая Слобода».

### Метро
На улице Титова, под одноимённой площадью, запланировано строительство станции метро «Площадь Станиславского», и далее — ещё двух станций Ленинской линии (конечная — «Южная»).